# Miguel Madariaga
Miguel Madariaga Barinaga (1944, Lemóniz, Vizcaya, España) es el presidente de la Fundación Euskadi desde su creación. A dicha Fundación pertenecía el equipo ciclista Euskaltel-Euskadi (de categoría UCI ProTour), del que fue mánager general desde 1994 (su primera temporada) hasta 2009.

## Biografía

### Primeros años
Nacido en el seno de una familia humilde en un caserío vasco, fue marino durante su juventud. 
Posteriormente ejerció de taxista en el municipio vizcaíno de Munguía. Durante su etapa de taxista entró en contacto con el ciclismo, como conductor de ciclistas (del KAS, y más tarde como miembro del equipo Fagor).
Más tarde, en 1967-1968 fue responsable del equipo ciclista juvenil Piensos Goimar. En 1969 lanzó el equipo Olsa, de categoría amateur. Continuó siendo taxista hasta 1983, abandonando debido a la poca seguridad. 
Por otra parte, tras hacerse con el título de masajista por una academia de Barcelona a distancia, abrió una sala de masaje, a la vez que seguía en contacto con el ciclismo (tras el Olsa, pasó al Teka y SuperSer).
En 1987 creó el equipo amateur Beyena, que en los años posteriores sería renombrado como AVSA, Café Fortaleza, Olarra-Ercoreca y Orbea-Olarra.

### Fundación ciclista Euskadi

#### Evolución

##### Inicios
En 1983 aprobó una oposición para ser chófer de la Diputación Foral de Vizcaya. Fue entonces cuando conoció a José Alberto Pradera, diputado general en aquel momento, con quien en 1992 (al paso del Tour de Francia por la localidad francesa de Lourdes) acordó la creación de la Fundación ciclista Euskadi, un nuevo equipo ciclista profesional, con Miguel Madariaga como mánager general. El equipo se creó en 1993 y se estrenó en la temporada 1994
Los primeros años del proyecto estuvieron marcados por las dificultades financieras, que hicieron que Madariaga estuviera cerca de ingresar en prisión por las deudas del equipo.

##### Consolidación con Euskaltel y Gorospe
En 1997 logró el patrocinio de la empresa Euskaltel, logrando la estabilidad financiera para la escuadra, que pasó a llamarse Euskaltel-Euskadi. Poco después fichó a Julián Gorospe como nuevo director deportivo.
El equipo lograría en 1999 su primera victoria en la Vuelta a España, y en 2001 se estrenó en el Tour de Francia con victoria (todas ellas de la mano de Roberto Laiseka). En 2004 logró una plaza en el recién creado UCI ProTour, categoría reina del ciclismo, de cara a su estreno en 2005.

##### Progresivo relevo a Galdeano
En noviembre de 2005 fichó a Igor González de Galdeano como nuevo secretario técnico para Euskaltel-Euskadi, delegando en el exciclista alavés la gestión deportiva del equipo. A mediados de 2006 Igor propuso a la junta la no renovación de Julián Gorospe (que acababa contrato a final de temporada). El equipo apartó a Gorospe para lo que le restaba de contrato.
En 2007 y 2008 Jon Odriozola (del Orbea) fue el director deportivo del equipo naranja, mientras que el hermano de Igor, Álvaro González de Galdeano, se convirtió en responsable del filial. El 9 de agosto de 2008, Samuel Sánchez se proclamó campeón olímpico al ganar la medalla de oro en la prueba de ciclismo en ruta de los Juegos Olímpicos de Pekín 2008.
En 2009 el propio Igor se convirtió en director deportivo del primer equipo, confirmándose como máximo responsable del área deportiva. Al finalizar dicha temporada Madariaga dejó de ser mánager general del Euskaltel-Euskadi, dando el relevo a Igor González de Galdeano. Álvaro pasó a ocupar el puesto de director deportivo del primer equipo (vacante tras el ascenso de Igor).
Madariaga conserva su cargo de presidente de la Fundación Euskadi, centrándose en las negociaciones con los patrocinadores y el trabajo con la cantera.

#### Creación de filiales
En 2005 se impulsó el equipo Orbea, que dentro de la reestructuración del ciclismo de cara a esa temporada se convirtió en un equipo profesional de categoría Continental. El equipo azul, integrado en la estructura de la Fundación Euskadi, funcionaría como equipo filial del Euskaltel-Euskadi (de categoría ProTour), sirviendo para que las jóvenes promesas procedentes del campo amateur pudieran habituarse al ciclismo profesional antes de dar el salto al primer equipo.
En 2008 creó el equipo amateur Naturgas Energía para recuperar el ciclismo amateur en Álava, que no tenía ningún equipo desde la desaparición del Ruta Europa). El nuevo equipo se convirtió en el primer equipo amateur administrado directamente por la Fundación.
El organigrama actual de la Fundación ciclista Euskadi consta del equipo Euskaltel-Euskadi (UCI ProTour), Orbea (Continental) y Naturgas Energía (amateur sub-23), además de cuatro equipos amateur sub-23 convenidos (Bidelan-Kirolgi, Suminan, Debabarrena y Caja Rural).

#### Otros proyectos
Ha impulsado la creación del Aula Pedagógica de la Fundación ciclista Euskadi (en funcionamiento desde 1998 en Derio), por la que cada año pasan más de 2.500 escolares vascos, así como la Escuela de BTT de Txorierri.
En 2008 recuperó la histórica Bizkaiko Bira (vuelta ciclista a Vizcaya de categoría amateur) para potenciar el ciclismo amateur. Tras asegurar el futuro de la prueba, la Fundación Euskadi cedió para 2009 la organización de la carrera a un grupo de exciclistas profesionales: Mikel Artetxe, David Etxebarria, Roberto Laiseka y Mikel Zarrabeitia.

## Polémicas

### Relación con equipos amateur vascos
La contratación por parte de Miguel Madariaga de corredores amateurs vascos para el Euskaltel-Euskadi ha sido objeto de polémica durante años. El hecho de que corredores amateur vascos destacados como Rubén Oarbeaskoa (ganador de la Bizkaiko Bira y del Torneo Euskaldun en 1999), Mikel Elgezabal (ganador de la Bizkaiko Bira en 2002 y del Torneo Euskaldun en 2003) o Beñat Intxausti no fueran contratados hizo que recibiera algunas críticas.
En enero de 2005, Madariaga aseguró al diario Deia tener datos de que el ciclismo aficionado está "muy corrupto" y que en Euskadi "el 80% del ciclismo de base está corrupto por el dopaje", lo cual le ocasionó críticas por parte de la Federación Guipuzcoana de Ciclismo.
A finales de 2008, algunos equipos sub-23 vascos no convenidos se quejaron de que la Fundación Euskadi sólo fichaba a ciclistas de su equipo sub-23 (Naturgas Energía) o de los equipos sub-23 convenidos, vetando a ciclistas de los equipos amateur sub-23 vascos y navarros no convenidos (entre los que se encontraban el Seguros Bilbao, el Cafés Baqué, el Azysa-Cetya-Viscarret o el Azpiru-Ugarte). El mánager general de la Fundación Euskadi y del Euskaltel-Euskadi, Miguel Madariaga, negó posteriormente dichas acusaciones, afirmando que la Fundación Euskadi fichaba a aquellos corredores que destacaban en categoría sub-23, fuesen de equipos convenidos o no, aunque tenían prioridad aquellos que provengan de uno convenido.

### Implicación política
En la presentación del Euskaltel-Euskadi para la temporada 2009 celebrada el 4 de febrero, a menos de un mes para las elecciones autonómicas vascas del 1 de marzo, entregó la insignia de oro del equipo al lehendakari y candidato del PNV Juan José Ibarretxe y manifestó que "este año vamos a intentar daros alegrías a todos, pero también una alegría muy grande a este país con esa persona que tenemos ahí [en alusión a Ibarretxe] y a la que el equipo le va a apoyar". Dichas declaraciones provocaron malestar y críticas en los representantes de otros partidos presentes en la presentación (PSE, PP y EB).
Fue miembro de Hemen Ibarretxe, una plataforma creada por personalidades afines al PNV en apoyo a Juan José Ibarretxe de cara a las elecciones autonómicas vascas del 1 de marzo de 2009.